# As-Safir
As-Safir était un journal de langue arabe publié au Liban. Le siège du quotidien était à Beyrouth . Il a été en circulation de mars 1974 à décembre 2016. Le dernier numéro du journal a été publié le 31 décembre 2016. La version en ligne a également été fermée à la même date.